# NEMU RESORT
NEMU RESORT（ネムリゾート）は、三重県志摩市浜島町迫子にあるリゾートホテルとレクリエーション施設からなる総合リゾート施設。
当初はヤマハリゾートが「ヤマハリゾート合歓の郷（やまはりぞーとねむのさと）」の名称で開発・運営を行っていたが、2007年に三井不動産に売却。2015年10月の「NEMU HOTEL & RESORT」への名称変更を経て、2017年10月に現在の「NEMU RESORT」へ改称されている。
運営は三井不動産グループの伊勢志摩リゾートマネジメント株式会社（株式会社合歓の郷と株式会社鳥羽国際ホテルを統合、かつては三井不動産リゾートの完全子会社）が行う。敷地面積は300万m2あり、浜島町にある大崎半島の大部分を占める。

## 沿革
浜島町迫子#大崎半島の開拓も参照。
当初は現在の大崎半島ではなく、志摩郡大王町の登茂山（ともやま）に建設する計画であったが、近畿日本鉄道（近鉄）が既に開発計画を持っていたため、現在地になった。
- 1967年11月 - ヤマハリゾート合歓の郷として開園[3]。
- 1969年 - ミュージックキャンプがオープン。第1回ヤマハポピュラーソングコンテスト開催（当初の名称は「作曲コンクール」）。
- 1973年5月 - 計画されていたすべての施設が完成[3]。
- 1989年 - 合歓の郷ゴルフクラブがオープン。
- 2007年 - 三井不動産に譲渡される。
- 2010年7月3日 - 志摩レゲエ祭2010を開催[4]。
- 2011年 - ホテル合歓の和室4室を洋室に改装[5]。
- 2013年
  - 5月12日 - 第1回伊勢志摩・里海トライアスロン大会を開催する[6]。
  - 9月30日〜10月2日 - 国際会議「PNLGフォーラム」（PNLG＝東アジア海域環境管理パートナーシップ（英語版）（PEMSEA）地方自治体ネットワーク）を開催[7]。
- 2015年10月1日 - 大規模な改修を終え、「NEMU HOTEL & RESORT」に改称。また合わせて、外国のホテルチェーンと提携し、新たなリゾートホテルを建設することも発表した。[8][9]
- 2017年10月1日 - NEMU RESORTに改称[10]。

## 宿泊施設
2つの施設がある。

### HOTEL NEMU
- HOTEL NEMU（旧称：ホテル合歓） - 客室60室、レストラン、温浴施設「KIYORA」、ショップ等

### アマネム
- アマネム - アマンリゾーツグループの宿泊施設を三井不動産が誘致。2016年3月1日に開業した[11]。英虞湾の眺望が開けた立地に、十数棟の低層客室棟、スパ棟、レストランなどの施設を備える。

## 温浴施設（KIYORA）
「潮騒の湯」（内湯）、「真珠の湯」（内湯）、「合歓の木湯」（露天風呂）の3つの浴槽を備える。
- 源泉名：奥志摩温泉　合歓の郷　潮騒の湯
- 泉質：ナトリウム-塩化物泉（低張性中性温泉）
- 効能：神経痛、筋肉痛、冷え症、病後回復期、疲労回復、健康増進、慢性婦人病など。

## NEMU GOLF CLUB
NEMU GOLF CLUBは三重県志摩市のNEMU HOTEL & RESORT内にある、18ホール、パー72、7001ヤードの規模を持つゴルフ場である。（練習用は220ヤード。）総面積は1,100,000m2で、コースは川上源一の監修、伊藤光雄の設計である。500台収容の駐車場がある。旧名は合歓の郷ゴルフクラブ。
2011年（平成23年）9月5日に中日新聞社の後援により、「第1回伊勢志摩ゴルフカップ」が開催された。また同年に6番ホールの売店・トイレを改修、カートの道路の付け替えを行った。

## マリーナ
クルージング、トローリング、フィッシング、シーカヤック等を楽しめる。マリーナは「しま・ねむ海の駅」として海の駅に登録されている。

## その他施設
ガーデンプール、テニスコート、パターゴルフ場、ヨガテラス、里山ラウンジ等の施設があり、さまざまな自然体験プログラムが用意されている。

## 過去に存在した施設
- ヴィラ・ダイニング ‐ ヴィラ宿泊客専用のレストラン。しあわせ岬にあった。ビュッフェ形式であった。建物は取り払われ跡地は芝生になっていたが、現在は管理エリア内。
- クラブ夢殿　-　ヴィラ宿泊客専用のクラブ。ヴィラ・ダイニングに隣接していた。営業終了後、建物はキリスト教会風に改修されチャペル合歓となった。
- 洋風ヴィラ - カップル等、少人数向けのヴィラ。しあわせ岬の周辺にあった。跡地は芝生になっていたが、現在は管理エリア内。
- キャンパーズ・ホステル - 合宿の若者などを対象とした宿泊施設。ホテル合歓とエクシード合歓の郷を結ぶ園内路沿いに建物が残っている。
- 果樹園 - スポーツスタジアムと西の見晴台を結ぶ道路沿いにあった。現在は別荘地として分譲されて敷地外になっている。
- ミュージックキャンプ - アンサンブル棟、スタジオ、録音スタジオ、屋内ホール、野外ステージから構成される「ミュージックキャンプ」があり、1969年から1973年まではヤマハポピュラーソングコンテストの会場として利用された。グランドピアノとエレクトーンを備えていた。
- サウンドミュージアム - オルゴールの展示・演奏・製作体験がメインの施設。アンサンブル体験などもできた。2009年4月9日をもって閉館した。
- アクアパーク - プール。流水プールやスライダーなど、規模は伊勢志摩地区最大級。2013年9月1日をもって営業を終了した。
- モータースポーツ施設 - レーシングカート、ゴーカート、バギーがあったが、2013年9月30日をもって営業を終了した。
- チャペル合歓 - 主に結婚式場として使用されていたが、2013年9月30日をもって営業を終了した。現在は管理エリア内。
- ヴィラ合歓 -「合歓スイート」（特別室）「ジャパニーズスイート」（和洋風）、「ジュニアスイート」（洋風）の3種のヴィラが点在していたが、2013年10月1日をもって営業を終了した。跡地は現在は管理エリア内。
  - ヴィラ合歓 - 別荘風の14棟28室からなる宿泊施設。定員4名の洋室（12室）と定員5名の和洋室（16室）があったが、2013年10月1日をもって営業を終了した。
  - 合歓スイート - 洋室と和洋室がそれぞれ2室で合計4室限定の豪華なヴィラ。各室に専用の露天風呂（温泉）を備える。2013年10月1日をもって営業を終了した。
- エクシード合歓の郷 - 2つのベッドと4畳半の和室が100室ある宿泊施設。露天風呂付き大浴場があった（潮騒の湯）。2016年10月1日をもって営業を終了した。
- ゲームセンター - アーケード版のイーアルカンフーほかがあった。

## その他
- 合歓の郷のレストラン「パピヨン」は昼食のバイキングで地域の人によく知られている。
- 結婚式場もある。
- 園内は広いため、施設間を連絡するシャトルバスが運行されている。
- 山上路夫の作詞、村井邦彦の作曲による楽曲『翼をください』は、1970年に合歓の郷で開かれた「合歓ポピュラーフェスティバル」で初披露された[14]。
- 合歓の郷スポーツスタジアムでは三重県サッカーリーグ所属・FC.ISE-SHIMAのホームゲームも行われている。

## アクセス
- 所在地 三重県志摩市浜島町迫子2692-3
- 宿泊客は予約制で賢島駅（近鉄志摩線）から無料送迎バスを利用可能。
- 前述の通り、予約すれば賢島港から海上タクシーの利用も可能。